# Acròlit

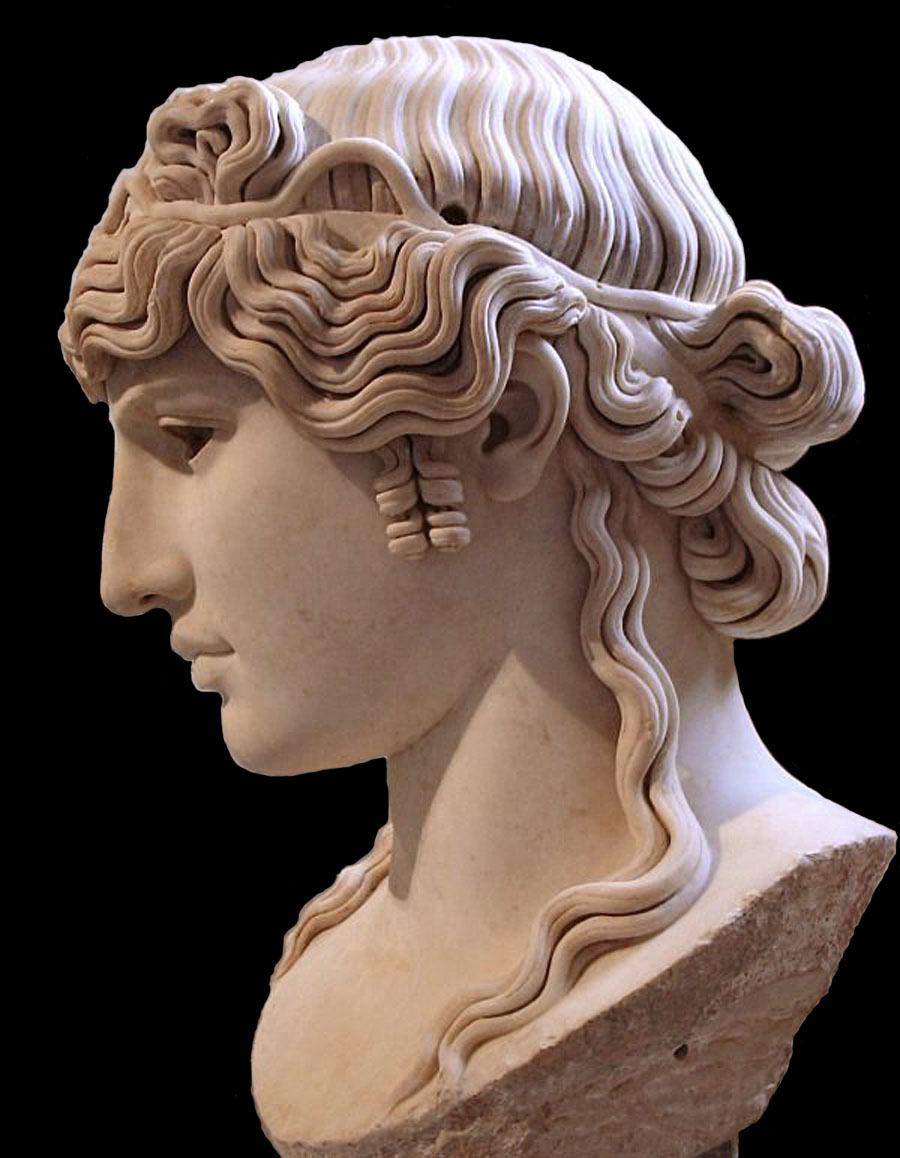
El bust dAntínous Mondragone, acròlit una imatge de culte d'Antínous deïficat.

En l'antiguitat, un acròlit (en grec: ἀκρόλιθος/ akrólithos; en llatí: acrŏlĭthus) era una estàtua que tenia el tors de fusta i les extremitats (cap, mans o només els dits, i peus) de marbre.
La fusta es daurava i es mantenia oculta o, més comunament, per una vestidura, i deixava les parts elaborades de forma aïllada, de marbre, a la vista. Les escultures criselefantines eren semblants, tot i que normalment de major grandària, i utilitzaven ivori en lloc de marbre, i en general cobrien d'or el cos.
La paraula acròlit només es troba a l'Antologia grega i a Vitruvi, però Pausànias en fa sovint referència. L'exemple més conegut n'és el d'Atena Area a Platea. Eren escultures que normalment s'utilitzaven per al culte a la deïtat. Les estàtues d'aquest tipus, iniciades en un període arcaic, es van continuar fent almenys fins a l'època de Praxíteles.